# 시라이 가쓰히코

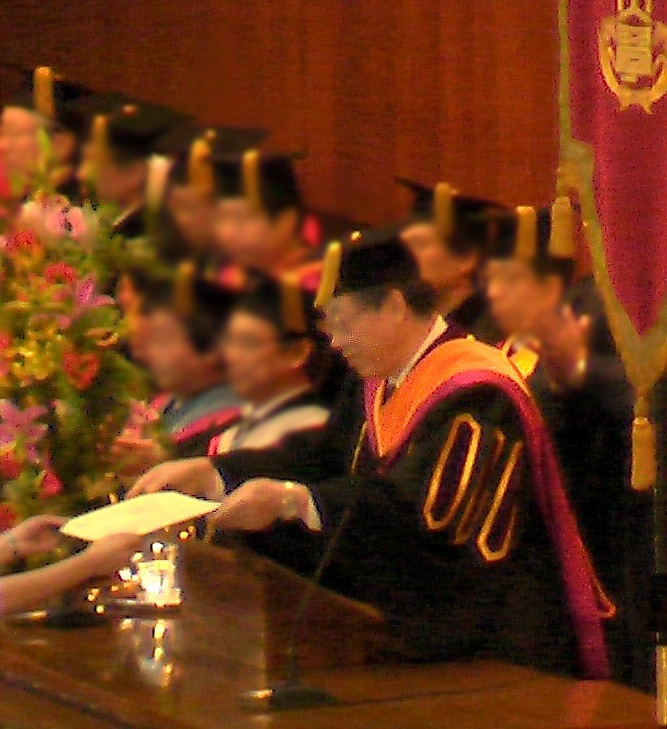
시라이 가쓰히코

시라이 가쓰히코(일본어: 白井 克彦, 1939년 9월 24일 ~ )는 일본의 공학자이자 교수이며 전공 분야는 지능 과학기술, 스피치학이다.
중국 다롄에서 태어나 도쿄에서 자랐으며, 1963년 와세다 대학 이공학부 전기공학과를 졸업, 동 대학원에서 공학 석·박사 학위를 받았다. 1970년 와세다 대학 이공학부의 조교수로 활동하는 것을 시작으로 1975년 전자공학과 교수로 부임하면서 오랫동안 교수로 활동했고, 이후 와세다 대학 교무부장, 국제교류센터 소장, 와세다 대학 상임이사, 총장을 역임(2002년 ~ 2010년)을 역임하는 등 와세다 대학에서의 모든 요직을 두루 거쳤다. 아들은 레닌 연구자이자 ‘영속패전론’을 주장하는 시라이 사토시이다.

## 주요 경력

### 학력
- 1939년 - 중국 다롄 출생
- 1958년 - 도쿄 교육대학 부속 고마바 고등학교(현 쓰쿠바 대학부속 고마바 고등학교) 졸업
- 1963년 - 와세다 대학 제1 이공학부 전기공학과 졸업
- 1965년 - 와세다 대학 대학원 이공학연구과 석사 과정 수료, 동 대학 제1 이공학부 조수
- 1968년 - 와세다 대학 대학원 이공학연구과 박사 과정 수료

### 경력
- 1968년 - 와세다 대학 이공학부 전임 강사
- 1970년 - 와세다 대학 이공학부 조교수
- 1973년 - 공학박사(와세다 대학) 학위를 취득
- 1975년 - 와세다 대학 이공학부 교수
- 1992년 - 와세다 대학 이공학부 교무 주임
- 1994년 - 와세다 대학 교무부장, 와세다 대학 국제교류센터 소장
- 1998년 - 와세다 대학 상임이사
- 2002년 - 제15대 와세다 대학 총장으로 취임
- 2006년 - 총장 임기 만료(2006년 11월 4일)에 의하는 총장 선거 결과에 따라 재선됨(임기는 2010년 11월 4일까지)
- 2010년 3월 - 와세다 대학 정년퇴직
- 2010년 11월 - 와세다 대학 총장직에서 퇴임
- 2011년 4월 - 방송 대학 학원 이사장(임기 : 2013년 4월 1일 ~ 2015년 3월 31일)[1]
- 2012년 6월 - 일본전신전화주식회사 이사 취임[2][3]

### 기타 대외 경력
- 내각부 오키나와 진흥심의회 회장(2003년 ~ )
- 문부과학성 대학 설립 학교법인 심의회 위원(대학설립 위원회)(2006년 5월 12일 ~ )
- 문부과학성 슈퍼 COE ‘첨단 과학과 건강 의료의 융합 거점의 형성’대표(2004년 ~ )
- 문부과학성 중앙교육심의회 전문위원(2003년 ~ )
- 문부과학성 과학기술·학술 심의회 위원(2003년 2월 1일 ~ )
- 일본 학술 진흥회 글로벌 COE 프로그램 위원회 위원(2007년)
- 일본 학술 진흥회 21세기 COE 프로그램 위원회 위원(2004년 ~ )
- 사단법인 일본사립대학협회 부회장(2004년 2월 28일 ~ )
- 사단법인 사립대학 정보교육협회 상무이사(1999년 ~ 2001년), 부회장(2002년 ~ )
- 재단법인 대학기준협회 회장(2005년 5월 26일 ~ )
- 일본방송협회 방송 기술 심의회 위원(2001년 ~ )
- 국립대학 법인 도쿄 농공대학 경영협의회 위원(2006년 4월 1일 ~ 2008년 3월 31일)
- 학교법인 와세다 대학 계열 와세다 실업학교 이사장(2002년 ~ 2010년)

## 수상 경력
- 인공지능학회 공적상(2002년)
- 제56회 NHK 방송문화상(2005년 7월)
- 이탈리아 공화국 공로 훈장 Grande Ufficiale

### 명예 박사 학위
- 샹하이 대학 명예 박사 학위(2005년)

## 저서
- 《신호 해석과 디지털 처리》(1999년, 공저) ISBN 4-563-01494-X
- 《이와나미 강좌 - 언어의 과학(2) 음성》(1998년, 공저) ISBN 4-00-006902-0
- 《RISC 프로세서 32비트 프로세서의 새로운 흐름과 Am29000》(1989년, 공저) ISBN 4-7828-5530-3
- 《사무 시스템 표준화 매뉴얼 1》(1986년, 편저)
- 《사무 시스템 표준화 매뉴얼 2》(1986년, 편저)
- 《사무 시스템 표준화 매뉴얼 3》(1986년, 편저)
- 《사무 시스템 표준화 매뉴얼 4》(1986년, 편저) ISBN 4-526-02075-3
- 《사무 시스템 표준화 매뉴얼 5》(1986년, 편저)

그 외 다수.